# Dicranomyia (Idiopyga) lackschewitzi
Dicranomyia (Idiopyga) lackschewitzi is een tweevleugelige uit de familie steltmuggen (Limoniidae). De soort komt voor in het Palearctisch gebied.